# 西伯迪克峰
62°37′50″S 60°16′16″W / 62.63056°S 60.27111°W

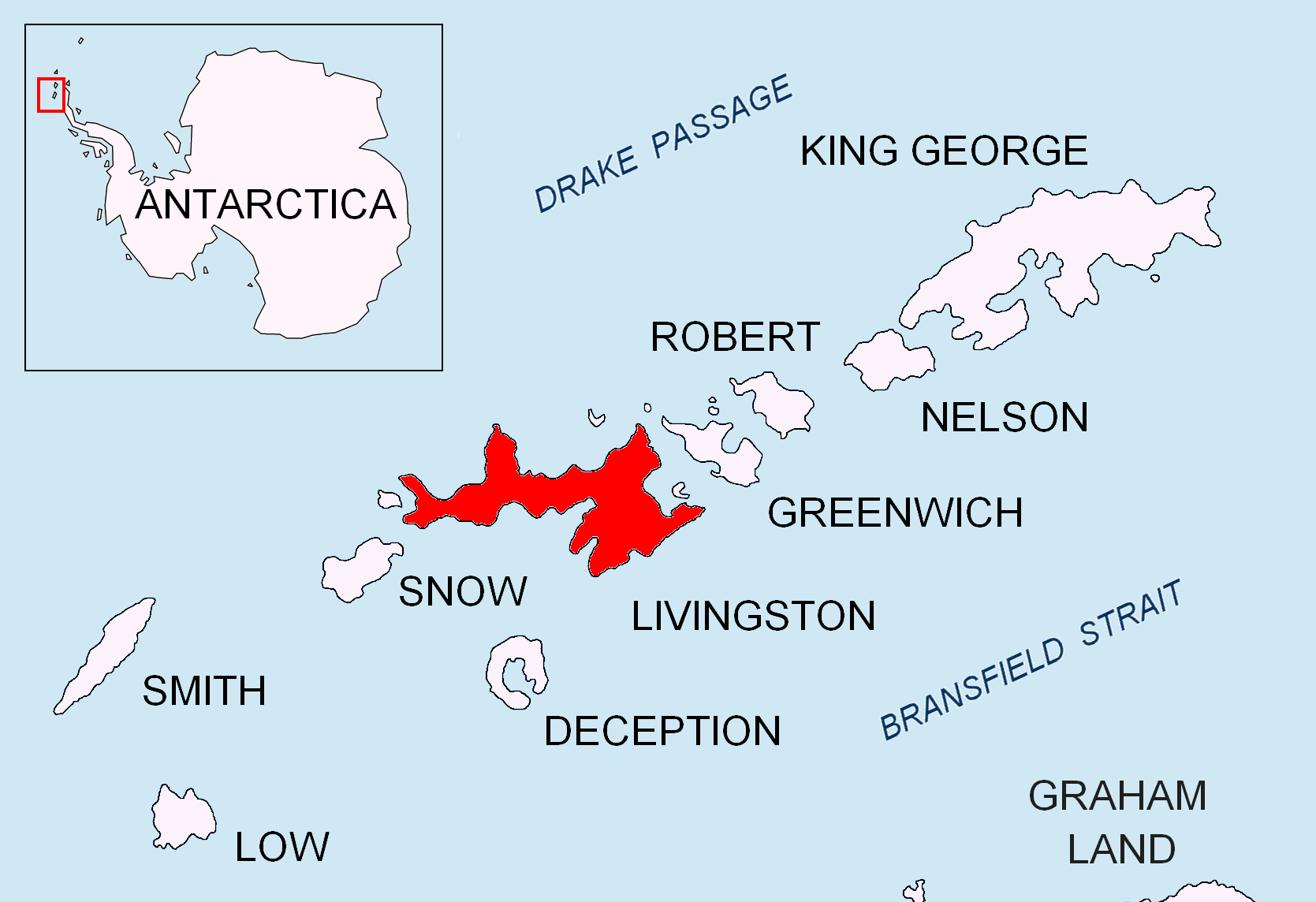

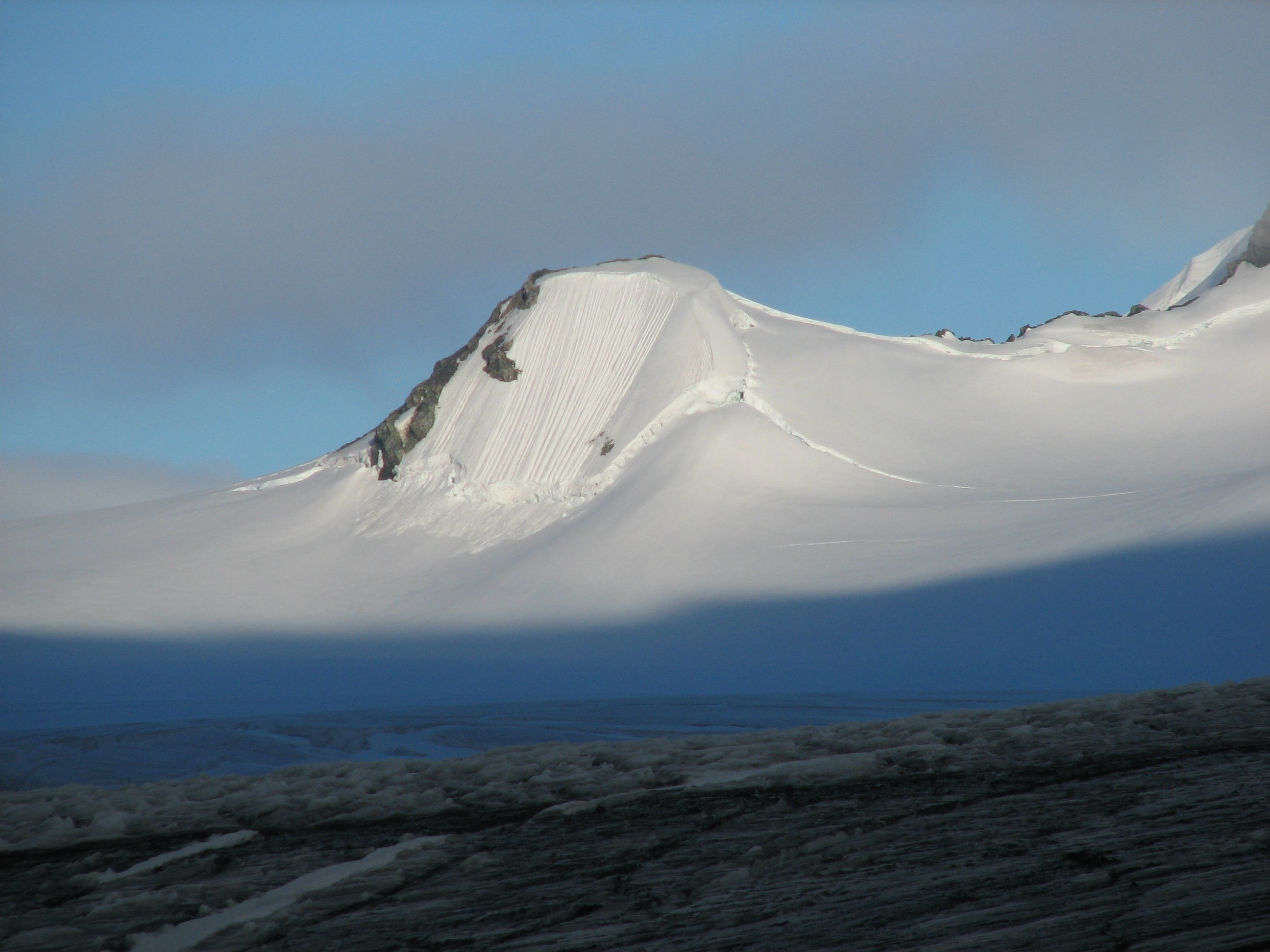

西伯迪克峰是南極洲的山峰，位於南設得蘭群島的利文斯頓島東部，屬於布爾迪克嶺的一部分，海拔高度455米，處於錫內莫雷茨山東北面4.75公里，現時由南極條約體系管理。

## 外部連結
- SCAR Composite Gazetteer of Antarctica（页面存档备份，存于）.